# Zselízi kultúra
A zselízi kultúra Kárpát-medencei régészeti kultúra a középső neolitikum második felében . A (dunántúli) vonaldíszes kerámia kultúrájából alakult ki. Kutatásával ma Magyarországon Fábián Szilvia foglalkozik.

## Elterjedése
- Nyugat-Szlovákián található a névadó Zselíz (szlovákul Želiezovce) település.
- Dunántúl: (Győr, Almásfűzitő,[2] Neszmély.,[3] Balaton-Felvidék (Szentjakabfa[4]), Dunaújváros,[5] majd átnyúlva a Duna keleti partjára Apostag.
- Észak-Magyarország: Vác,[6] Szécsény, Apc.[7]